# Hệ tiết niệu
Hệ tiết niệu là hệ cơ quan giúp cơ thể thải ra môi trường ngoài những chất lỏng dư thừa và các chất hòa tan từ sự lưu thông máu. Các chất lỏng này tập trung ở thận, sẽ có một số chất được hấp thu lại ở đây, còn lại sẽ được lọc và chuyển xuống bọng đái để sẵn sàng đưa ra ngoài.

## Từngữ
Thận học (Nephrology) là môn khoa học nghiên cứu về giải phẫu, sinh lý và bệnh học của thận.
Niệu khoa (urology) là môn y học về hệ tiết niệu của nam và nữ và hệ sinh dục nam, urologist là nhà niệu khoa.

## Sinh lý học
Hệ tiết niệu chứa 2 quả thận (kidneys), 2 niệu quản (ureters), 1 bàng quang (urinary bladder) và 1 niệu đạo (urethra).

### Chức năng
Trong khi hệ hô hấp thải khí CO2, thì hệ tiết niệu loại bỏ hầu hết các chất không cần thiết khác.
1. Thận điều hoà thể tích và thành phần máu; giúp điều hoà huyết áp, pH và mức đường huyết, sản xuất 2 hormone (calcitriol and erythropoietin) và bài tiết chất thải vào nước tiểu.
2. Niệu quản vận chuyển nước tiểu từ thận tới bàng quang.
3. Bàng quang lưu trữ nước tiểu và tống nó xuống niệu đạo.
4. Niệu đạo tống nước tiểu ra khỏi cơ thể.

### Thận
Thận là bộ phận chủ yếu của hệ tiết niệu, có 2 quả thận hình dạng như hạt đậu, nằm ở vùng bụng trên. Chúng điều hòa lượng chất lỏng và lượng muối của cơ thể, giúp kiểm soát độ acid trong máu. Mỗi quả thận dài khoảng 12 cm và chứa hai lớp mô: Một lớp vỏ bên ngoài và một lớp tủy bên trong.
Thận là nơi tích lũy và lọc nước để tạo thành nước tiểu. Các dòng nước tiểu này sẽ được chuyển bằng hai ống dẫn tiểu xuống bọng đái.
Ống niệu đạo ở nam dài 20 cm - còn ở nữ chỉ dài khoảng 4 cm. Do đó, nam giới có khả năng nhịn tiểu hơn nữ giới. 
Mỗi ngày thận lọc khoảng 170 lít dung dịch và chuyển vào máu. Chỉ có khoảng 1/100 lượng nước này được đưa xuống bàng quang để thải ra ngoài.

### Niệu quản
Niệu quản (tiếng Latinh: ureter) là một ống dẫn nước tiểu từ bể thận xuống bàng quang..niệu quản dài khoảng 25 cm, có đường kính từ 2–4 mm.

### Bàng quang
Bàng quang hay bóng đái là một túi chứa có tính đàn hồi cao dùng để chứa nước tiểu. Nước tiểu gồm 95% là nước và các chất độc như urea được tạo ra ở gan. Ngoài ra còn có một ít protéin và một số chất khác, nếu người đó thận bị yếu, không lọc hết được. Vì vậy, xét nghiệm nước tiểu cũng là một cách để kiểm tra tình trạng sức khỏe.

### Niệu đạo
Niệu đạo là một ống dài nối từ bàng quang ra lỗ sáo (lỗ tiểu) để đưa nước tiểu ra ngoài. Ngoài ra ở đàn ông và động vật giống đực, nó còn có vai trò trong việc dẫn tinh dịch ra ngoài.